# スパーク・マツナガ
スパーク・マサユキ・マツナガ（Spark Masayuki Matsunaga、日本名：松永 正幸（まつなが まさゆき）、1916年10月8日 - 1990年4月15日）は、アメリカ合衆国の政治家、元アメリカ陸軍将校。下院議員（1963年-1977年）、上院議員（1977年-1990年）を歴任した。民主党所属。　

## 経歴

### 生い立ち
1916年に、当時はアメリカ自治領であったハワイ準州 (Territory of Hawaii) カウアイ島のククイウラで、日本人移民の両親の元に日系アメリカ人2世として生まれた。高校を経てハワイの名門大学であるハワイ大学マノア校に進学した。

### 戦中
1941年にアメリカ軍予備役になり、アメリカが第二次世界大戦に参戦した後は日系アメリカ人として人種差別待遇を受けるものの、アメリカ人としての忠誠心を示すためにアメリカ陸軍に志願し、日系人部隊である第442連隊戦闘団に配属され、後に同じく上院議員となったダニエル・イノウエなどとともにヨーロッパ戦線を中心に活躍した。出征中に2度負傷。陸軍時代の最終階級は陸軍大尉。
終戦後に軍役を退き、ハーバード・ロー・スクールに入学し1951年に卒業した。学位はJ.D.。

### 連邦議員
1962年にハワイ州選出の下院議員に選出され、1977年まで務めた。また1977年からはハワイ州選出上院議員に選出され1990年まで務め、任期中立法は、民間人の戦時再配置及び収容に関する立法委員会の設立に貢献した。
1990年には、前立腺癌の治療のためにカナダのトロントにあるトロント総合病院に入院し、治療に専念するものの、そのまま同病院で72歳で死去した。